# 胸點梅鱸
胸點梅鱸為輻鰭魚綱鱸形目鱸亞目鮨科的其中一種，分布於澳洲南部海域，棲息深度可達180公尺，體長可達25公分，棲息在岩礁區，成群活動，屬肉食性。